# Rolf Seißer
Rolf Seißer, auch Seisser, (* 29. April 1922; † 6. Mai 2019) war ein deutscher Verbandsfunktionär.

## Leben
Rolf Seißer, Sohn einer Würzburger Kaufmannsfamilie, studierte und wurde 1955 mit der Dissertationsschrift Entwicklung und Bedeutung der deutschen Maschinenausfuhr nach Westeuropa. Unter besonderer Berücksichtigung der Ausfuhr von Druck- u. Papiermaschinen an der Rechts- u. staatswissenschaftlichen Fakultät der Julius-Maximilians-Universität Würzburg zum Dr. rer. pol.  promoviert.
1960 wurde Rolf Seißer Nachfolger seines Vaters Paul Seißer, promovierter Jurist, Geschäftsführer und 1955 Gründer der Forschungsgesellschaft Druckmaschinen.
Rolf Seißer war langjähriger Hauptgeschäftsführer der Fachgemeinschaft Druck und Papier im Verband deutscher Maschinen- und Anlagenbau (VDMA).
In den Jahren 1997 bis 2001 war er Präsident des Frankfurter Vereins für Künstlerhilfe. In Würdigung seiner Verdienste um den Verein lobte der Lions Club Frankfurt 2003 den Dr. Rolf Seisser-Preis aus. Die erstmals 2005 verliehene und mit 5000 € dotierte Auszeichnung wird alle zwei Jahre an einen jungen Künstler vergeben. Ab 1985 engagierte er sich für den inzwischen eingestellten Frankfurter Hörspiel-Förderpreis.

## Ehrungen
- Friedrich-Koenig-Medaille[5]
- Verdienstkreuz am Bande des Verdienstordens der Bundesrepublik Deutschland (1990)
- Ehrenmitglied des Vereins Deutscher Druckingenieure an der TU Darmstadt